# Östra Hällsjön
Östra Hällsjön är en sjö i Örebro kommun i Närke och ingår i Norrströms huvudavrinningsområde. Sjön är 5,2 meter djup, har en yta på 0,116 kvadratkilometer och befinner sig 220 meter över havet.